# NGC 1410
NGC 1410 ist eine linsenförmige Galaxie vom Hubble-Typ SB0 im Sternbild Stier, welche 338 Millionen Lichtjahre von der Milchstraße entfernt ist. 
Das Objekt wurde am 17. Januar 1855 vom irischen Astronomen R. J. Mitchell, einem Assistenten von William Parsons, mithilfe seines 72-Zoll-Teleskops entdeckt.